# Ritanserin
Ritanserin je serotoninski antagonist. On je mogući tretman za više neuroloških poremećajaja.
Kad se primenjuje zajedno sa tipičnim antipsihoticima u lečenju šizofrenije on može da umanji negativne simptome i u izvesnoj meri umanji parkinsonizam.

## Farmakologija
Ritanserin deluje kao antagonist  i  receptora, sa većim afinitetom za  receptor.